# Liste des sources historiques sur la cuisine chinoise
L'œuvre Zhongguo pengren wenxian tiyao ("Vue d'ensemble des documents importants sur la cuisine et les boissons chinoises") rassemble les sources historiques d'importance au sujet de la cuisine et des boissons chinoises. On y trouve des sources qui ont été jusqu'à présent ignorées des sinologues occidentaux, à l'exception du domaine préhistorique, abordé(es) dans l'ouvrage "Xiān Qín pēngrèn shǐliào xuǎn zhùshì" ("Textes choisis commentés sur l'histoire de la cuisine chinoise pré-Qin") ainsi que dans le premier tome du "Zhongguo yinshi shi" ("Histoire de la cuisine et des boissons chinoises"), telles que :  
- Zhouli zhushu [周礼注疏（天官冢宰及其他)],
- Yili zhushu [仪礼注疏（燕礼、特牲馈食礼、少牢馈食礼及其它）],
- Liji zhengyi [礼记正义（八珍及其它）],
- Lüshi Chunqiu [吕氏春秋（本味篇）],
- Simin yueling jiaozhu [四民月令（部分）],
- Shijing [食经 （北魏•卢氏 著）],
- Nanfang caomu zhuang (南方草木状),
- Qinjing (禽经),
- Shizhen lu (食珍录),
- Qimin yaoshu [齐民要术（卷1-7部分）],
- Shijing [食经 （隋•谢讽 著）],
- Beitang shuchao [北堂书钞（酒食部）],
- Yiwen Leiju [艺文类聚（卷72食物部其它）],
- Beiji Qianjin yaofang [备急千金要方（卷26食治）],
- Shipu (食谱),
- Shiliao bencao [食疗本草（1卷残）],
- Chajing (茶经),
- Jiancha shuiji (煎茶水记),
- Shiyi xinjian (食医心鉴),
- Youyang zazu [酉阳杂俎（酒食）],
- Lingbiao lu yiji [岭表录异记（部分）],
- Shanfujing shoulu (膳夫经手录),
- Shanfulu (膳夫录),
- Qingyilu (清异录),
- Taiping yulan [太平御览（卷843-867饮食)],
- Sunpu (笋谱),
- Benxinzhai shushipu (本心斋蔬食谱),
- Shanjia qinggong (山家清供),
- Rucao jishi (茹草记事),
- Shidafu shishi wuguan (士大夫食时五观),
- Shouqin yanglao xinshu (寿亲养老新书),
- Beishan jiujing (北山酒经),
- Yushipi (玉食批),
- Chalu (茶录),
- Lizhi pu (荔枝谱),
- Dongxi shichalu (东溪试茶录),
- Pincha yaolu (品茶要录),
- Jiupu (酒谱),
- Julu (橘录),
- Tangshuang pu (糖霜谱),
- Xuanhe beiyuan gongcha lu (宣和北苑贡茶录),
- Beizuan bielu (北苑别录),
- Xiepu (蟹谱),
- Xielüe (蟹略),
- Junpu (菌谱),
- Dongjing Meng Hua Lu [东京梦华录（部分）],
- Ducheng jisheng (都城纪胜),
- Wulin jiu shi (武林旧事),
- Nan Song shisi ji (南宋市肆记),
- Mengliang lu (梦粱录),
- Zhongkuilu (中馈录),
- Fanshenglu (繁胜录) bufen (部分）),
- Shiwu bencao [食物本草（Jin Li Gao 金•李杲）],
- Nongshu (农书) bufen (部分),
- Rizong bencao (日用本草),
- Yinshan zhengyao (饮膳正要),
- Nongsang yishi cuoyao [农桑衣食撮要（bufen 部分）],
- Yinshi xuzhi (饮食须知),
- Yunlin tang yinshi zhidu ji (云林堂饮食制度集),
- Jujia biyong shilei quanji [居家必用事类全集（gengji 庚集, jiji 己集）],
- Zhuanshi (馔史),
- Yiya yiyi (易牙遗意),
- Tian chu ju zhen miao zhuan ji (天厨聚珍妙馔集),
- Shenji (神隐（又名) ：Qu xian shenji shu (臞仙神隐书, 部分),
- Jiuhuang bencao (救荒本草),
- Bianmin tu zuan [便民图纂（卷15食品及其它）],
- Yecai pu (野菜谱),
- Songshi yangsheng bu (宋氏养生部),
- Yunlin yishi (云林遗事),
- Shiwu bencao [食物本草（明•卢和）],
- Shipin ji (食品集),
- Guang junpu (广菌谱),
- Bencao gangmu (本草纲目),
- Mo E xiao lu [墨娥小录（饮膳集珍及其它）],
- Duo neng bi shi [多能鄙事（卷1-4饮食）],
- Rucao ben (茹草编),
- Jujia bibei [居家必备（卷7饮馔）],
- Zunsheng bajian [遵生八笺（饮馔服食笺）],
- Yesupin (野蔌品),
- Haiwei suoyin (海味索引),
- Minzhong haicuoshu (闽中海错疏),
- Yecai jian (野菜笺83、食鉴本草),
- Shantang sikao [山堂肆考（羽集衣食部）],
- Yecai bolu (野菜博录),
- Shangyi bencao (上医本草),
- Hangzheng (觞政),
- Nongzheng quanshu (农政全书),
- Yangyu yueling (养余月令),
- Jiushi (酒史),
- Xianqing ouji [闲情偶寄（饮馔部颐养部）],
- Min xiao ji (闽小记),
- Yinshi xuzhi (饮食须知) ; Qing (清) ; Zhu Tailai (朱泰来) ;
- Tiaodingji (调鼎集),
- Shiwu bencao huizuan (食物本草会纂),
- Jiangnan yuxianpin (江南鱼鲜品),
- Gui'eryue (簋贰约),
- Riyong suzi [日用俗字（饮食章菜蔬章）],
- Shixian hongmi (食宪鸿秘),
- Fan you shi’er heshuo (饭有十二合说),
- Yuanjian leihan [渊鉴类函（食物及其它）],
- Juchang yinzhuan lu (居常饮馔录),
- Gujin tushu jicheng [古今图书集成（经济汇编食物典卷257~308饮食部）],
- Xu chajing (续茶经),
- Gezhi jingyuan [格致镜原（卷6饮食类）],
- Nongpu bianlan [农圃便览（部分）],
- Xingyuan lu (醒园录),
- Zhoupu shuo (粥谱说),
- Yangsheng suibi (养生随笔),
- Suiyuan shidan (随园食单),
- Wu xun pu (吴蕈谱),
- Yinshi xuzhi [饮食须知（清•朱本中）],
- Jihai pu (记海错),
- Zhengsuwen [证俗文（卷1 及其它）],
- Xilüe (醯略),
- Yangxiaolu (养小录),
- Yangzhou huafang lu [扬州画舫录（部分）],
- Tiaoji yinshi bian [调疾饮食辨（6卷、卷末1卷）],
- Qing jia lu [清嘉录（部分）],
- Tongqiao yizhao lu [桐桥倚棹录（卷10市廛）],
- Suixiju yinshipu (随息居饮食谱),
- Yinengpian [艺能篇（治庖）],
- Zhongkui lu [中馈录（清•彭崧毓）],
- Huya [湖雅（卷8酿造、铒饼）],
- Zhongkui lu [中馈录（清•曾懿）],
- Zhoupu (粥谱) ; Guang Zhoupu (广粥谱),
- Xinbian jiazhengxue [新编家政学（第四编第三章饮食）],
- Chengdu tonglan [成都通览（卷7饮食类）],
- Zaoyangfan shu (造洋饭书),
- Shipin jiawei beilan (食品佳味备览),
- Qingbai leichao [清稗类钞（第47、48册饮食类）],
- Pengren yiban (烹饪一斑),
- Jiating shipu (家庭食谱),
- Xican pengren mijue (西餐烹饪秘诀),
- Jiating shipu xubian (家庭食谱续编),
- Jiating shipu sanbian (家庭食谱三编),
- Jiating shipu sibian (家庭食谱四编),
- Sushi pu (素食谱),
- Jiashi shixi baojian [家事实习宝鉴（第二编饮食论）],
- Zhijia quanshu [治家全书（卷10烹饪篇食谱）],
- Jiating wanbao quanshu [家庭万宝全书（卷5烹饪学）],
- Sushi shenglun (素食养生论),
- Shanghai kuailan [上海快览（第6篇上海之饮食）],
- Shiwu xin bencao (食物新本草),
- Qinan kuailan [济南快览（衣食、中西餐馆）],
- Beiping caipu (北平菜谱),
- Minzhong changshi congshu [民众常识丛书（烹饪类）],
- Jinan daguan [济南大观（第96章中西餐）],
- Taomu pengrenfa (陶母烹饪法),
- Yinshi yu jiankang (饮食与健康),
- Beiping fengsu leizheng [北平风俗类征（饮食）],
- Feishi shiyang sanzhong (费氏食养三种),
- Shiyong yinshixue (实用饮食学),
- Xin shipu [新食谱（第二册普通食物成分表）],
- Sushi shuolü (素食说略),
- Chifan wenti (吃饭问题).